# Święte miejsca i drogi pielgrzymkowe w regionie gór Kii
Święte miejsca i szlaki pielgrzymkowe w górach Kii (jap. 紀伊山地の霊場と参詣道 Kii-sanchi no reijō to sankeidō) – znajdują się w górach Kii w Japonii, w regionie Kinki (prefektury: Wakayama, Nara i Mie) na półwyspie Kii, w Parku Narodowym Yoshino-Kumano. W 2004 obiekt został wpisany na listę światowego dziedzictwa UNESCO.

## Opis
Święte miejsca shintō i buddyzmu: Yoshino, Ōmine (w tym góra Hakkyō) i kompleks sakralny Kumano Sanzan (w tym chramy: Nachi-taisha, Hongū-taisha i Hayatama-taisha), a także zespół świątynny o wspólnej nazwie Kōya-san są połączone szlakami pielgrzymkowymi do starożytnych stolic Nary i Kioto. Ten obszar kulturowo-przyrodniczy stanowi przykład synkretyzmu shintō-buddyjskiego. Cały teren, łącznie z otaczającymi sanktuaria lasami, ma powierzchnię 506,4 ha i jest świadectwem liczącej ponad 1200 lat, doskonale udokumentowanej tradycji świętych gór. Teren obfitujący w strumienie, rzeki i wodospady, będący częścią żywej kultury Japonii, jest odwiedzany rocznie przez ponad 15 mln pielgrzymów i turystów.

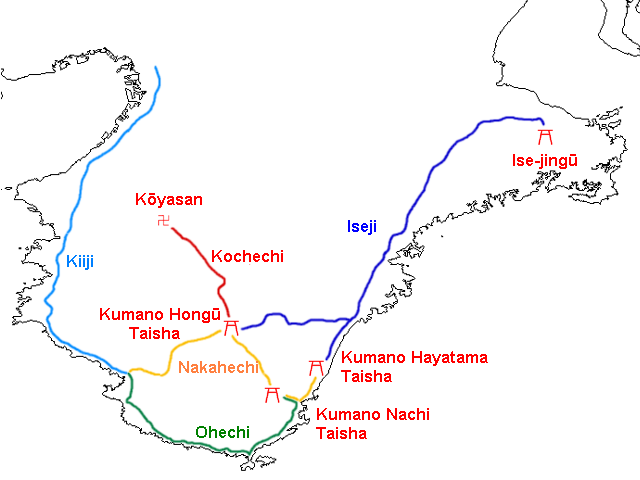
Mapa szlaków pielgrzymkowych w górach Kii

## Historia
Region był już opisany w VIII wieku w Nihon-shoki jako miejsce kultu. Yoshino i Ōmine były bardzo wcześnie miejscami kultu shintō, a około VIII wieku zostały powiązane z nurtem
religijnym shugendō, łączącym elementy ezoterycznego buddyzmu, taoizmu, shintō i kultu gór.
W X wieku trzy duże chramy związane z kultem okolicznych gór połączyły się i utworzyły kompleks religijny Kumano Sanzan, do którego dołączono buddyjskie świątynie, takie jak Seiganto-ji. Wodospad Nachi jest uznawany za duchowe centrum shintō. Z kolei góra i świątynia Kōya-san (założona w IX wieku) jest centrum buddyjskiej szkoły shingon. Region ten był więc od czasów pradawnych głównym miejscem pielgrzymek. W okresie Edo (1603–1868) znajdowało się tu 99 ōji (ołtarzy shintō); dzisiaj pozostało zaledwie kilka.

## Lista miejsc pielgrzymkowych
| Region               | Nazwa miejsca | Typ                            | Lokalizacja                         | Obraz |
| -------------------- | --- | ------------------------------ | ----------------------------------- | ----- |
| Yoshino i Ōmine      | Yoshino-yama (jap. 吉野山) | góra                           | Yoshino, Prefektura Nara            |       |
| Yoshino i Ōmine      | Yoshino Mikumari-jinja (jap. 吉野水分神社) | chram shintō                   | Yoshino, Nara                       |       |
| Yoshino i Ōmine      | Kimpu-jinja (jap. 金峯神社) | chram shintō                   | Yoshino, Nara                       |       |
| Yoshino i Ōmine      | Kinpusen-ji (jap. 金峯山寺) | świątynia buddyjska (shugendō) | Yoshino, Nara                       |       |
| Yoshino i Ōmine      | Yoshimizu-jinja (jap. 吉水神社) | chram shintō                   | Yoshino, Nara                       |       |
| Yoshino i Ōmine      | Ōminesan-ji (jap. 大峯山寺) | świątynia buddyjska (shugendō) | Yoshino, Nara                       |       |
| Kumano Sanzan        | Kumano Hongū-taisha (jap. 熊野本宮大社) | chram shintō                   | Tanabe, prefektura Wakayama         |       |
| Kumano Sanzan        | Kumano Hayatama-taisha (jap. 熊野速玉大社) | chram shintō                   | Shingū, prefektura Mie              |       |
| Kumano Sanzan        | Kumano Nachi-taisha (jap. 熊野那智大社) | chram shintō                   | Nachikatsuura, Wakayama             |       |
| Kumano Sanzan        | Seiganto-ji (jap. 青岸渡寺) | świątynia buddyjska (Tendai)   | Nachikatsuura, Wakayama             |       |
| Kumano Sanzan        | Nachi no Taki (jap. 那智滝) | wodospad                       | Nachikatsuura, Wakayama             |       |
| Kumano Sanzan        | Nachi Genjirin (jap. 那智原始林) | las                            | Nachikatsuura, Wakayama             |       |
| Kumano Sanzan        | Fudarakusan-ji (jap. 補陀洛山寺) | świątynia buddyjska (Tendai)   | Nachikatsuura, Wakayama             |       |
| Kōya-san             | Niutsuhime-jinja (jap. 丹生都比売神社) | chram shintō                   | Katsuragi, Wakayama                 |       |
| Kōya-san             | Kongōbu-ji (jap. 金剛峯寺) | świątynia buddyjska (Shingon)  | Kōya, Wakayama                      |       |
| Kōya-san             | Jison-in (jap. 慈尊院) | świątynia buddyjska (Shingon)  | Kudoyama, Wakayama                  |       |
| Kōya-san             | Niukanshōfu-jinja (jap. 丹生官省符神社) | chram shintō                   | Kudoyama, Wakayama                  |       |
| Szlaki pielgrzymkowe | Ōmine Okugakemichi (jap. 大峯奥駈道) | droga                          | Wsie w prefekturach Nara i Wakayama |       |
| Szlaki pielgrzymkowe | Kumano Sankeimichi (jap. 熊野参詣道) lub Kumano Kodō (jap. 熊野古道) - Nakahechi (jap. 中辺路), w tym rzeka Kumano (jap. 熊野川) - Kohechi (jap. 小辺路) - Ōhechi (jap. 大辺路) - Iseji (jap. 伊勢路) | droga                          | między prefekturami Mie i Wakayama  |       |
| Szlaki pielgrzymkowe | Kōya-san chōishi-michi (jap. 高野山町石道) | droga                          | Wsie w powiecie Ito, Wakayama       |       |